# シュロス・エッゲンベルク
座標: 北緯47度59分23秒 東経13度55分20秒 / 北緯47.98972度 東経13.92222度
シュロス・エッゲンベルク（ドイツ語: Brauerei Schloss Eggenberg、英語: Castle Brewery Eggenberg、エッゲンベルク城ビール醸造所）は、オーストリアのリンツとザルツブルクの間に位置するザルツカンマーグート地方、オーバーエスターライヒ州グムンデン郡フォルヒドルフ（Vorchdorf）にある醸造所。オーストリアで最も古い家族経営のブルワリーであり、世界で最もアルコール度数の高いラガービールの一つとして知られるサミクラウスの醸造元として知られている。

## 歴史

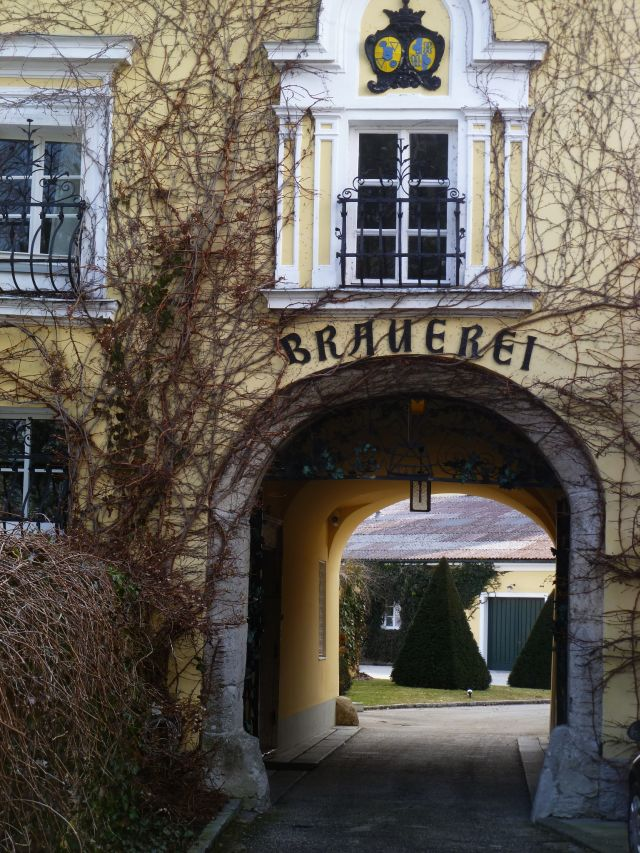
城中にある醸造所の門

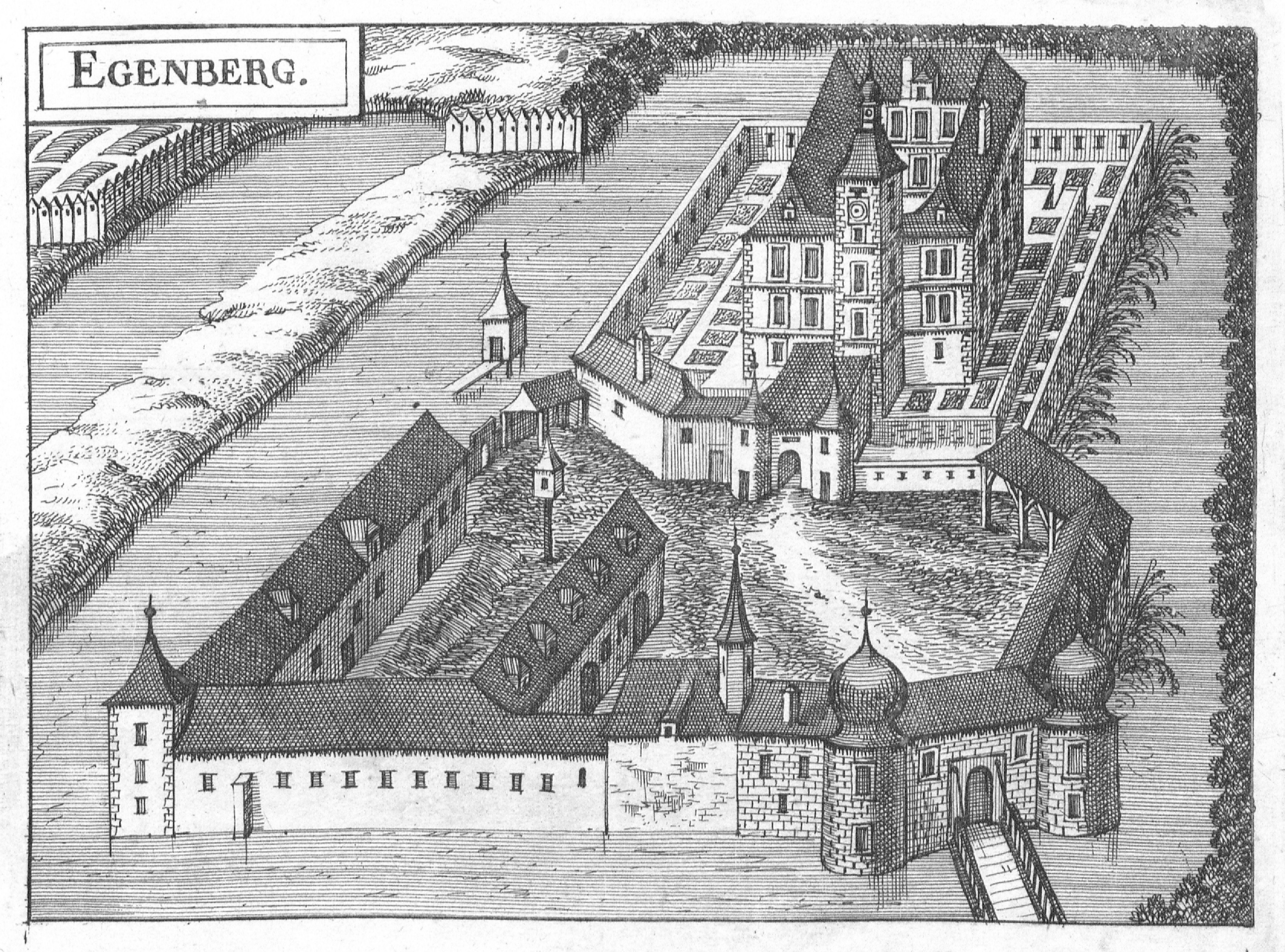
エッゲンベルク城の銅版画 (1674)

醸造所の母体となったエッゲンベルク城（de:Schloss Eggenberg）は971年に建設された。ビール醸造は14世紀頃には始まっていたとされる。その後、城主は転々とし、1680年にはクレムスミュンスター（de:Kremsmünster）修道院に売却される。翌1681年、Michael Weismannに売却され商業生産を開始し、今に続くオーストリアに現存する最古の家族経営の醸造所となっている。その後も醸造所の所有者は転々とし、1803年には醸造所、1811年には城の所有者が現在の所有者一家（Forstinger-Stöhr家）に移った。1877年に火災があり、現在の建物はほとんどが1880年代に建てられたマナー・ハウス形式ものである。防衛拠点としての城というよりもシャトーに相当するものとなっている。時代が下り醸造設備も更新されたが低温醸造による長期熟成法（ラガービール）にこだわりを見せている。

## 主な商品
- Hopfenkönig（ピルスナー）
- Naturtrüb（生ラガー）
- Gold Spezial（ラガー）
- Silver Bottle（ラガー）
- Nessie
- Doppelbock Dunkel（ダブルボック）
- Urbock 23°（ダブルボック）
- Samichlaus Bier（ダブルボック）

### サミクラウス
サミクラウス (Samichlaus) はバイエルン州スタイルのドッペルボック（Bavarian Doppelbock）で14%と高いアルコール度数を持ち、世界で最もアルコール度数の高いラガービールとうたわれている（かつては「世界で最も強いビール」としてギネスブックに登録されていた）。「サミクラウス」とはスイスドイツ語のチューリッヒ方言でサンタクロースのことで、毎年聖ニコラウスの日（12月6日）に醸造され、10ヶ月に渡る低温長期熟成期間を経て出荷される。アイスボックの手法が取り入れられており、1次・2次発酵後の長期低温熟成時に10%程度が凍らされ、この時不要なタンパク質とタンニンも取り除かれる。
高アルコール濃度であるため熟成にも適しており、2012年サンディエゴで開催されたen:World Beer CupではAged Beers（熟成ビール）部門で2004年ヴィンテージがゴールドメダルを獲得した。
このビールは元々酵母の研究で有名なスイス、チューリッヒのヒューリマン・ビール醸造所（de:Brauerei Hürlimann）で1979年から醸造されていたものだが、1996年、フェルドシュレスヘン・グループ（de:Feldschlösschen Getränke）に吸収・合併され、翌年から工場も操業を停止、サミクラウスも1997年ヴィンテージを最後に一旦姿を消した。その後、1999年にシュロス・エッゲンベルク社がフェルドシュレスヘン社と合意に達し、2000年からヒューリマンの協力の下、ヒューリマンのオリジナルレシピにより醸造・販売を再開した。

## 関連リンク
- Brauerei Schloss Eggenberg - en:BeerAdvocate
- Brauerei Schloss Eggenberg - en:RateBeer
- エッゲンベルグ（ビール） - Austria World Association